# Myrteae
Myrteae es una tribu perteneciente a la familia de las mirtáceas. Tiene los siguientes géneros:

## Géneros
| - Acca O.Berg - Accara Landrum - Algrizea Proença & NicLugh. - Amomyrtella Kausel - Amomyrtus (Burret) D.Legrand & Kausel - Archirhodomyrtus (Nied.) Burret - Austromyrtus (Nied.) Burret - Blepharocalyx O.Berg - Calycolpus O.Berg - Calycorectes O.Berg - Calyptranthes Sw. - Calyptrogenia Burret - Campomanesia Ruiz & Pav. - Chamguava Landrum - Curitiba Salywon & Landrum - Decaspermum J.R.Forst. & G.Forst. - Eugenia L. - Feijoa O.Berg - Gomidesia O.Berg - Gossia N.Snow Et alii - Hexachlamys O.Berg - Hottea Urb. - Legrandia Kausel - Lenwebbia N.Snow Et alii - Lithomyrtus F.Muell. - Lophomyrtus Burret - Luma A.Gray - Marlierea Cambess. | - Meteoromyrtus Gamble - Mitranthes O.Berg - Mosiera Small - Myrceugenia O.Berg - Myrcia DC. ex Guill. - Myrcianthes O.Berg - Myrciaria O.Berg - Myrrhinium Schott - Myrtastrum Burret - Myrtella F.Muell. - Myrteola O.Berg - Myrtus L. - Neomitranthes D.Legrand - Neomyrtus Burret - Octamyrtus Diels - Pilidiostigma Burret - Pimenta Lindl. - Plinia L. - Pseudanamomis Kausel - Psidium L. - Rhodamnia Jack - Rhodomyrtus (DC.) Rchb. - Siphoneugena O.Berg - Stereocaryum Burret - Ugni Turcz. - Uromyrtus Burret |